# Cola de mono
Il cola de mono (lett. "coda di scimmia") è un cocktail della gastronomia cilena, ampiamente consumato durante il periodo natalizio, e principalmente a base di brandy, aguardiente, latte, zucchero, caffè e spezie (facoltativamente cannella, chiodi di garofano, noce moscata, vaniglia e scorza d'arancia). Una versione vergine può essere fatta senza alcool.
Questa bevanda è simile al White Russian e all'eggnog, ed è spesso accompagnata dal Pan de Pascua.

## Etimologia
Ci sono diverse teorie sull'origine del nome. Poiché questa bevanda è fatta in casa, originariamente veniva imbottigliata in bottiglie le cui etichette erano dell'azienda Anís del Mono. Alla fine è stato creato il gioco di parole di "cola de mono". La teoria più accreditata, tuttavia, è legata al politico Pedro Montt, soprannominato El Mono Montt, o Monkey Montt. Durante una festa serale, Montt si preparò ad andarsene e chiese la sua rivoltella: una Colt. Era convinto di restare e continuare con i festeggiamenti. Dopo che tutto il vino fu bevuto e gli ospiti ancora assetati, mescolarono latte, caffè, aguardiente e zucchero. Nel tempo, la bevanda guadagnò popolarità e fu soprannominata "Colt de Montt", trasformandosi infine in "Cola de Mono" e successivamente in "Colemono", che è il nome usato nei dizionari "RAE" e nel linguaggio comune.

## Aspetti culturali
Il film thriller Cola de Mono (2018), prodotto e diretto da Alberto Fuguet e interpretato da Santiago Rodríguez Costabal, Cristóbal Rodríguez Costabal e Carmina Riego, è ambientato nella capitale cilena in una vigilia di Natale degli anni 80 e in essa ci sono riferimenti a questa bevanda natalizia.